# Hamburgische Ehrenamtsmedaille
Die Hamburgische Ehrenamtsmedaille wird seit 2013 vom Hamburger Senat verliehen. Im Unterschied zur Medaille für treue Arbeit im Dienste des Volkes, die ebenfalls für ehrenamtliches Engagement vergeben wird, geht sie an Helfer und Helferinnen im Katastrophenschutz für ihre Einsatzbereitschaft.
Die Medaille wird in Bronze, Silber und Gold verliehen, je nach Dauer der Mitwirkung im Katastrophenschutz.

## Gestaltung
Sie trägt den Text: Für ehrenamtliche Leistungen / im Dienste der Stadt / Der Senator / Behörde für Inneres und Sport.

## Dokumentierte Verleihungen
- 2014: Heiko Mählmann (in Bronze)
- 2018: 9 Mitglieder der BRH Rettungshundestaffel Hamburg und Harburg e.V.[3]
- 2019: Heiko Mählmann (in Silber)
- 2020: mehr als 200 Mitglieder aller Hamburger Hilfsorganisationen[4]